# Semaeomyia gredleri
Semaeomyia gredleri är en stekelart som först beskrevs av August Schletterer 1886.  Semaeomyia gredleri ingår i släktet Semaeomyia och familjen hungersteklar. Inga underarter finns listade i Catalogue of Life.